# Катанеле (Арђеш)
Катанеле (рум. Catanele) насеље је у Румунији у округу Арђеш у општини Катеаска. Oпштина се налази на надморској висини од 263 m.

## Становништво
Према подацима из 2002. године у насељу је живело 465 становника, од којих су сви румунске националности.